# Une Seule Nuit
Une Seule Nuit (en castellano: «Una Sola Noche») es el himno nacional de Burkina Faso, escrito por Thomas Sankara. Fue adoptado en 1984.

## Letra

### En francés
Contre la férule humiliante il y a déjà mille ans, 

La rapacité venue de loin les asservir il y a cent ans.

Contre la cynique malice métamorphosée

En néocolonialisme et ses petits servants locaux

Beaucoup flanchèrent et certains résistèrent.

Mais les échecs, les succès, la sueur, le sang

Ont fortifié notre peuple courageux et fertilisé sa lutte héroïque. 
Coro:

Et une seule nuit a rassemblée en elle

L'histoire de tout un peuple.

Et une seule nuit a déclenché sa marche triomphale

Vers l'horizon du bonheur.

Une seule nuit a réconcilié notre peuple

Avec tous les peuples du monde,

A la conquête de la liberté et du progrès

La patrie ou la mort, nous vaincrons.
Nourris à la source vive de la Révolution.

Les engagés volontaires de la liberté et de la paix

Dans l'énergie nocturne et salutaire du 4 août

N'avaient pas que les armes à la main, mais aussi et surtout

La flamme au coeur pour legitimement libérer

Le Faso à jamais des fers de tous ceux qui

Çà et, là en poluaient l'âme sacrée de l'indépendance, de la souveraineté. 
(Coro)
Et séant désormais en sa dignité recouvrée

L'amour et l'honneur en partage avec l'humanité,

Le peuple du Burkina chante un hymne à la victoire,

A la gloire du travail libérateur, émancipateur.

A bas l'explotation de l'homme par l'homme!

Hé en avant pour le bonheur de tout homme,

Par tous les hommes aujourd'hui et demain, par tous les hommes ici et pour toujours!
(Coro)
Révolution populaire notre sève nourricière.

Maternité immortelle du progrès à visage d'homme.

Foyer éternel de démocratie consensuelle,

Où enfin l'identité nationale a droit de cité,

Où pour toujours l'injustice perd ses quartiers,

Et où, des mains des bâtisseurs d'un monde radieux

Mûrissent partout les moissons de væux patriotiques, brillent les soleils infins de joie.
(Coro)

### En castellano
Contra la esclavitud humillante de mil años,
la codicia venida de lejos para someter centenares de años,
contra la maldad cínica metamorfoseada
en el neocolonialismo y sus pequeños agentes locales,
muchos flaquearon y algunos resistieron.
Pero los fracasos, los éxitos, el sudor, la sangre
han fortalecido a nuestro pueblo valiente y fertilizado su lucha heroica.
Y una sola noche ha reunido en ella
la historia de todo un pueblo.
Y una sola noche desencadenó su marcha triunfal
hacia el horizonte de la felicidad.
Una sola noche ha unido a nuestro pueblo
con todos los pueblos del mundo
en la conquista de la libertad y el progreso.
¡Patria o Muerte, Venceremos!
Nutridos de la fuente viva de la Revolución,
los voluntarios de la libertad y de la paz,
en la enérgica y saludable noche del 4 de agosto,
no sólo tenían armas en las manos también y sobre todo
la llama en sus corazones, legítimamente liberaron
la patria para siempre de las ataduras que
ensuciaban el alma sagrada de la independencia y la soberanía.
Y una sola noche ha reunido en ella
la historia de todo un pueblo.
Y una sola noche desencadenó su marcha triunfal
hacia el horizonte de la felicidad.
Una sola noche ha reunido a nuestro pueblo
con todos los pueblos del mundo,
en la conquista de la libertad y el progreso.
¡Patria o Muerte, Venceremos!
Y decoroso ahora, en la dignidad redescubierta,
en el amor y el honor compartido con la Humanidad,
el pueblo íntegro canta un himno a la victoria
a la gloria del trabajo liberador y emancipador.
¡Abajo la explotación del hombre por el hombre!
Avancemos por la felicidad de todos,
para todos los hombres, de hoy y de mañana, para todos los hombres por siempre.
Y una sola noche ha reunido en ella
la historia de todo un pueblo.
Y una sola noche desencadenó su marcha triunfal
hacia el horizonte de la felicidad.
Una sola noche ha reunido a nuestro pueblo
con todos los pueblos del mundo,
en la conquista de la libertad y el progreso.
¡Patria o Muerte, Venceremos!
Revolución Popular, nuestra savia nutricia,
madre inmortal del progreso del hombre,
hogar eterno de la democracia y el consenso,
donde finalmente la identidad nacional es el derecho del ciudadano
donde la injusticia perdió su fortaleza,
y donde las manos de los constructores de un mundo radiante
en todas partes cosechan frutos patrióticos, brillantes soles de alegría infinita.
Y una sola noche ha reunido en ella
la historia de todo un pueblo.
Y una sola noche desencadenó su marcha triunfal
hacia el horizonte de la felicidad.
Una sola noche ha reunido a nuestro pueblo
con todos los pueblos del mundo,
en la conquista de la libertad y el progreso.
¡Patria o Muerte, Venceremos!